# ЛКС (футбольный клуб, Лодзь)
ЛКС (пол. Łódzki Klub Sportowy S.A) — польский футбольный клуб из города Лодзь. Образован в 1908 году. Участвовал в чемпионате Российской империи 1913 года. Является одним из клубов-учредителей Лиги польской в 1927 году. Домашние матчи клуб проводит на муниципальном стадионе ЛКС им. Владислава Круля, вмещающем более 18 тыс. зрителей. 
Клуб основан в 1908 году. Двукратный чемпион Польши — 1958, 1998. Обладатель Кубка Польши — 1957. В 1959 году «Лодзь» дебютировал в еврокубках против люксембургского «Женесса» в Кубке чемпионов, и был разгромлен по сумме двух матчей (0:5 и 1:2). В 2009 году из-за финансовых проблем клуб был отправлен в Первую лигу. По ходу сезона 2012/13 клуб объявил себя банкротом и снялся с соревнований Первой лиги после 22-х туров.

## Болельщики

### Известные болельщики клуба
ЛКС поддерживали и поддерживают множество фанатов, в том числе известные личности, такие как Алексий Ржевский, первый президент Лодзи, Менахем Борнштайн, известный бандит еврейского происхождения, актёры Людвик Бенуа, Леон Немчик и Мариан Лонч, писатель-фантаст Анджей Сапковский, поэт Людвик Ежи Керн, музыкант Яцек Беленьский и рэпер O.S.T.R.

## Память
В 2008 году Poczta Polska издала памятные (к столетию основания клуба) открытку, почтовую марку и штамп. На открытке изображён Генрик Шимборский, празднующий забитый гол. На марке изображены основные виды спорта, которые имеют или имели свои отделения в клубе: футбол, хоккей, баскетбол, теннис и волейбол.
В Лодзе есть три улицы, названных в честь бывших футболистов клуба: Вавжинца Цила, Антония Галецкого и Владислава Круля.

## Клубный герб
Неотделимым от клуба символом является Пшеплатанка (пол. Przeplatanka; дословно с польского переплетение), появившаяся в самом начале существования клуба. Другим, не менее известным гербом клуба является бело-красно-белое знамя с начертанными на нём буквами ЛКС. Оба символа некоторое время были запрещены для использования клубом, пока в 2012 году акционерам ЛКС не удалось их вернуть.

## Названия
- 1908—1909 — «Лодзянка»
- 1909—1949 — «ЛКС» (в 1940—1945 — «ЛКС» Лицманштадт)
- 1949—1955 — «ЛКС-Влокняж»[9]
- 1956—1996 — «ЛКС»[10]
- 1996—2001 — «ЛКС-Птак»
- с 2001 — «ЛКС»[11]

## Первенство Польши
| Уровень | Количество сезонов | Годы |
| ------- | ------------------ | --- |
| I       | 71                 | 1921-1923, 1925, 1927—1938, 1946—1952, 1954—1968, 1971—2000, 2006—2009, 2011—2012, 2019—2020, 2023—2024 |
| II      | 17                 | 1924, 1926, 1939, 1953, 1968—1971, 2000—2006, 2009—2011, 2012/2013, 2018—2019, 2020—2023, 2024—н. в.    |
| III     | 1                  | 2017/2018                                                                                               |
| IV      | 3                  | 2014-2017                                                                                               |
| V       | 1                  | 2013/2014                                                                                               |

## Выступление клуба в еврокубках
| Сезон   | Турнир              | Раунд | Страна            | Клуб              | Счёт     |
| 1959-60 | Кубок Чемпионов     | Q     | Флаг Люксембурга  | Женесс (Эш)       | 0-5, 2-1 |
| 1994-95 | Кубок кубков        | 1R    | Флаг Португалии   | Порту             | 0-2, 0-1 |
| 1996    | Кубок Интертото     | GR    | Флаг России       | КАМАЗ-Чаллы       | 0-3      |
|         |                     |       | Флаг Болгарии     | Спартак (Варна)   | 1-1      |
|         |                     |       | Флаг Германии     | Мюнхен 1860       | 0-5      |
|         |                     |       | Флаг Чехии        | Каучук            | 0-3      |
| 1998-99 | Лига чемпионов УЕФА | 1Q    | Флаг Азербайджана | Кяпаз             | 4-1, 3-1 |
|         |                     | 2Q    | Флаг Англии       | Манчестер Юнайтед | 0-2, 0-0 |
| 1998-99 | Кубок УЕФА          | 1R    | Флаг Франции      | Монако            | 1-3, 0-0 |

## Достижения
- Чемпион Польши (2): 1958, 1997/98
- Серебряный призёр чемпионата Польши (1): 1954
- Бронзовый призёр чемпионата Польши (3): 1922, 1957, 1992/93
- Обладатель Кубка Польши (1): 1957
- Финалист Кубка Польши (1): 1994
- Чемпион Польши до 19 лет (3): 1962, 1983, 1999
- Чемпион Польши до 17 лет (3): 1987, 1994, 1999